# Le mouton enragé
Le mouton enragé em francês / Il montone infuriato em italiano (br: Escalada do poder ou Escalada ao poder) é um filme franco-italiano de 1974, do gênero drama, dirigido por Michel Deville. O roteiro é baseado em romance de Roger Blondel.

## Sinopse
O filme focaliza as diferentes formas do amor em tempos de revolução sexual. Nicholas Mallet é um tímido empregado de banco que um certo dia conhece Marie-Paul nas ruas de Paris, e a convida para tomar um café. O convite é aceito e eles dormem juntos no dia seguinte. Quando ele conta o incidente ao seu amigo, o escritor frustrado Claude, este decide executar um plano para controlar e manipular a vida de Nicholas.

## Elenco
- Jean-Louis Trintignant.... Nicolas Mallet
- Romy Schneider.... Roberte
- Jean-Pierre Cassel.... Fabre
- Jane Birkin.... Marie-Paule
- Florinda Bolkan.... Flora
- Georges Wilson.... Lourceuil
- Henri Garcin.... Berthoud
- Michel Vitold.... Groult
- Dominique Constanza.... Sabine
- Jean-François Balmer.... Vischenko
- Mary Marquet.... Mme Hermens
- Estella Blain.... Shirley Douglas
- Betty Berr.... Sylvie
- Georges Beller.... Jean-Mi
- Gisèle Casadesus.... Mme Lourceuil